# Ostinato
Az ostinato (olasz, a latin obstinatus = 'makacs' szóból) a zenében egy ritmikai, dallami vagy harmóniai elem, képlet tartós, értelemszerű ismételgetése. Ez a „makacs” ismétlődés lehetőséget ad a többi zenei tényező, szólam variálására: háttérben való állandó jelenlétével, változatlanságával kiemeli és megvilágítja a változó zenei elemeket. Ez a technika a tánchoz, annak periodikusan szabályozott mozgásformáihoz kapcsolódó zenei rögtönzésből ered.
Zenetörténetileg legfontosabb formája a 16. században legelőször spanyol vihuela- és billentyűs zenében létrejött basso ostinato. Ez egyrészt összefüggött azzal a folyamattal, melynek során a basszus, a continuo egyre inkább a zenei szerkezetek alapjává vált, másrészt az improvizált tánc és énekes zene behatolásával a komponált muzsika területére. Ez igen nagy hatással volt a barokk zene kompozíciós technikáira.

## Példák
- Johann Sebastian Bach: c-moll passacaglia, BWV 582
- Maurice Ravel: Bolero
- The Rolling Stones: (I Can't Get No) Satisfaction (1965)
- Pink Floyd: Money (The Dark Side of the Moon – 1973)
- Illés zenekar: Ostinato (Illés Lajos szerzeménye; az 1964-ben megjelent kislemez "B" oldaláról)

## Lásd még
- Passacaglia
- Chaconne
- Riff
- Vamp